# Santiago del Estero
Santiago del Estero je město v Argentině, středisko stejnojmenné provincie. Leží v rozlehlé rovině v severní části země na pravém břehu řeky Dulce. Společně s městem La Banda vytváří aglomeraci s 327 000 obyvateli, samotné Santiago obývá 270 000 osob.
Jedná se o nejstarší existující město v Argentině; několik osad sice Španělé založili dříve, posléze však byly opuštěny. Santiago založil 25. července roku 1553 conquistador Francisco de Aguirre; odtud pak vyráželi osadníci zakládat další sídla na argentinských územích, která později Santiago přerostla (např. Córdoba nebo San Miguel de Tucumán). Proto se Santiagu někdy přezdívá „matka (argentinských) měst“. Název získalo podle apoštola Jakuba většího (Santiago) a podle blízké mokřiny (estero).
V roce 1817 bylo město poničeno zemětřesením, o tři roky později se stalo jedním z hlavních měst provincií nezávislé Argentiny. Roku 1884 sem dorazila železnice (stavěná britskými firmami, které měly zájem na obchodu s místním kebračovým dřevem). Přesto zůstávala provincie i počátkem 20. století pozadu. Teprve po roce 1960 vznikly například zdejší dvě univerzity, katolická a státní.